# 168
Вижте пояснителната страница за други значения на 168.
168 (сто шестдесет и осма) година по юлианския календар е високосна година, започваща в четвъртък. Това е 168-а година от новата ера, 168-а година от първото хилядолетие, 68-а година от 2 век, 8-а година от 7-о десетилетие на 2 век, 9-а година от 160-те години. В Рим е наричана Година на консулството на Апрониан и Павел (или по-рядко – 921 Ab urbe condita, „921-вата година от основаването на града“).

## Събития
- Консули в Рим са Луций Венулей Апрониан и Луций Сергий Павел.
- На трона на династия Хан се възкачва Хан Лин – управлявал от 168 до 189 г.

## Починали
- Император Сяохуанди, император от династия Хан (род. 132 г.)